# Hypoxylon macrosporum
Hypoxylon macrosporum är en svampart som beskrevs av P. Karst. 1873. Hypoxylon macrosporum ingår i släktet Hypoxylon och familjen kolkärnsvampar.  Arten är reproducerande i Sverige. Inga underarter finns listade i Catalogue of Life.